# André Schei Lindbæk
André Schei Lindbæk (* 1. November 1977 in Oslo) ist ein ehemaliger norwegischer Fußballspieler. Der Stürmer erwies sich in seiner Karriere als Wandervogel und spielte seit seinem Debüt im Erwachsenenbereich 1995 bei 13 verschiedenen Vereinen in Norwegen, Schweden, Dänemark, Spanien, Island und Deutschland.

## Werdegang
Lindbæk entstammt der Jugend des Lyn Oslo, den er 1995 als Nachwuchsspieler in Richtung Nordstrand IF verließ. Beim Viertligisten spielte er eine Saison, anschließend schloss er sich Drøbak-Frogn IL in der zweiten Liga an. Nach zwei Jahren beim Klub wechselte er in die dritte Liga zu Abildsø IL, ehe er nach einer Halbserie im Sommer auf Leihbasis zu Kongsvinger IL in die Tippeligaen weiterzog. Als Ergänzungsspieler kam er bis zum Ende der Spielzeit 1998 zu fünf Spieleinsätzen, in denen er ein Tor – bei der 1:3-Heimniederlage gegen Vålerenga Oslo – erzielte.
Anfang 1999 schloss sich Lindbæk dem Erstligaaufsteiger Skeid Oslo an. Bei seinem neuen Klub war er auf Anhieb Stammspieler und avancierte zum regelmäßigen Torschützen. An der Seite von Lennart Steffensen, Espen Grina und Erik Noppi stand er trotz seiner zwölf Saisontore bis zum Sommer im Abstiegskampf. Im August wechselte er schließlich innerhalb der Liga zu Molde FK, mit dem er als Vizemeister hinter Rosenborg BK in den UEFA-Pokal einzog. In den folgenden Jahren konnte er sich nie dauerhaft in der Startformation halten, kam aber in seinen dreieinhalb Jahren für den Klub zu 19 Ligatoren. Nach einem zweiten Platz unter Trainer Gunder Bengtsson am Ende der Spielzeit 2002 verließ er Norwegen.
Lindbæk heuerte beim spanischen Klub UD Las Palmas in der Segunda División an. Nachdem er bei diesem jedoch in den ersten zwei Monaten ohne Spieleinsatz geblieben war und der in finanziellen Problemen steckende Verein keinen Lohn gezahlt hatte, ließ er sich im Januar 2003 von seinem Vertrag freistellen. Anschließend beendete er die Saison beim Ligarivalen CD Numancia. Nachdem er im April 2003 sein letztes Spiel für den Klub bestritten hatte, kehrte er im Juli nach Norwegen zurück und unterschrieb bei Viking Stavanger einen Drei-Jahres-Kontrakt. Letztlich blieb er jedoch nur knapp mehr als ein halbes Jahr beim Klub, da im Februar 2004 UD Las Palmas erneut anfragte und Lindbæk nach Übergabe einer Bankbestätigung einen Zwei-Jahres-Vertrag unterzeichnete. In der spanischen zweiten Liga gehörte er jedoch nur zu den Ergänzungsspielern und bereits kurz nach Vertragsunterzeichnung wollte der Klub ihn wieder loswerden. Daher wechselte er im Juli des Jahres erneut den Verein.
Lindbæk schloss sich im Sommer 2004 Landskrona BoIS in der Allsvenskan an, bei dem er einen Drei-Jahres-Kontrakt unterzeichnete. Kurz nach seinem Debüt für den neuen Klub verletzte er sich und kam somit nur zu drei Einsätzen in der Spielzeit 2004. War er zu Beginn der folgenden Spielzeit wieder einsatzbereit, fiel er im Sommer erneut langfristig aus. Im Sommer 2006 trennten sich er und der Klub schließlich und Lindbæk wechselte nach Island zu FH Hafnarfjörður, ehe er im März 2007 nach Dänemark ging. Beim Zweitligisten Køge BK blieb er jedoch nur kurzzeitig, im Juli verpflichtete ihn Regionalligist Rot-Weiss Essen. Unter Trainer Heiko Bonan und dessen Nachfolger Michael Kulm setzte er sich unter anderem wegen einer Achillessehnen-Verletzung nicht durch und verpasste mit dem Zweitligaabsteiger die Qualifikation zur 3. Liga. Da sein Vertrag nicht für die vierte Liga Gültigkeit besaß, war er anschließend vereinslos.